# Günther Schneider-Siemssen
Günther Schneider-Siemssen (Augusta, 7 giugno 1926 – Vienna, 2 giugno 2015) è stato uno scenografo tedesco naturalizzato austriaco.

## Biografia
Günther Schneider nacque ad Augusta nel 1926 e crebbe a Monaco. Il suo sogno da ragazzo era di diventare direttore d'orchestra, ma Clemens Krauss lo indirizzò alla scenografia, disciplina che avrebbe studiato all'Accademia delle belle arti di Monaco di Baviera. Fu in questa città che intraprese la carriera artistica a nell'immediato dopoguerra, lavorando in piccoli teatri bavaresi e come scenografo in sette film realizzati tra Monaco e Berlino. La sua carriera ebbe una svolta dopo il trasferimento a Salisburgo, dove fu scenografo capo (chefbühnenbildner) del Salzburger Landestheater e del Salzburger Marionettentheater dal 1951 al 1954, quando, tornato in patria, iniziò a svolgere la stessa mansione al Theater Bremen.
Nel 1960 inaugurò un fortunato sodalizio artistico con Herbert von Karajan alla Wiener Staatsoper, dove i due prepararono un nuovo allestimento di Pelléas et Mélisande. Sarebbe diventato un amico e stretto collaboratore di Karajan, curando le scenografie di ventotto allestimenti di opere dirette da lui, molte delle quali per il Festival di Salisburgo. Tra il 1962 e il 1986 fu il principale scenografo del Bundestheater, in consorzio dei maggiori teatri viennesi, e dal 1965 occupò questa carica anche a Salisburgo.
Molto attivo anche sulle scene internazionali, curò allestimenti al Teatro alla Scala, al Teatro Bol'šoj e al Metropolitan, dove, spesso in collaborazione con Otto Schenk (insieme a cui lavorò a sessanta allestimenti), creò scenografie per nuove messe in scena di numerose opere, tra cui nove di Wagner (inclusi Tristano e Isotta nel 1971, Tannhäuser nel 1977, Parsifal nel 1991 e I maestri cantori di Norimberga nel 1993), Jenůfa (1974), Arabella (1983), Il pipistrello (1986), e Rusalka (1993); alcuni di questi allestimenti sono rimasti nel repertorio della compagnia per decenni.
Nel corso della sua carriera disegnò le scenografie per sette diversi allestimenti dell'Anello del Nibelungo (due dei quali al Metropolitan, iniziati rispettivamente nel 1967 e nel 1986), il che gli valse l'epiteto di "Signore degli anelli" (Herr der Ringe); in particolare, la versione portata al debutto negli anni 1980 al Metropolitan per la regia di Schenk viene considerata tra le più fedeli alla visione del compositore. Descritto da Dominique Meyer come uno dei più importanti scenografi del secondo Novecento, fu pioniere del lighting design e dell'uso di proiezioni e ologrammi a teatro: nel 1982 i suoi ologrammi per I racconti di Hoffmann al Met furono i primi mai visti nel teatro.
Cittadino austriaco dal 1963, ebbe quattro figli con la moglie Eva; morì a Vienna nel 2015, pochi giorni prima del suo ottantanovesimo compleanno, e fu sepolto nel Zentralfriedhof.